# Bartholomew Tookie
Bartholomew Tookie (c. 1568 - 1635), de Salisbury, Wiltshire, foi membro do parlamento inglês de Salisbury em 1621 e prefeito de Salisbury em 1610.